# Burdż Izzawi
Burdż Izzawi – wieś w Syrii, w muhafazie Aleppo, w dystrykcie As-Safira. W 2004 roku liczyła 683 mieszkańców.